# Fée Clochette
Pour le film de 2008, voir La Fée Clochette.
La fée Clochette est un personnage créé par J. M. Barrie en 1904 dans sa pièce de théâtre Peter Pan sous le nom de Tinker Bell, traduit en France par Tinn-Tamm. Elle apparaît également dans les nombreuses œuvres adaptées ou dérivées de la pièce de Barrie.

## Dans l'œuvre de James Barrie
Cette petite fée a des traits de caractère très particuliers : amoureuse de Peter Pan, elle ne supporte pas que celui-ci porte son regard sur un sujet féminin, et encore moins qu'il s'y intéresse. Or Peter, qui est un séducteur, passe son temps à essayer d'épater Wendy, ce qui énerve très profondément Clochette. James Barrie indique que, comme toutes les fées, elle est parfois gentille, parfois méchante, et qu'elle est tellement petite qu’elle n’a de place que pour un seul sentiment à la fois. Cependant, Clochette est apte à jouer des tours. Elle ira donc dire aux Garçons perdus que Peter leur demande de tuer une « Wendy à plumes ». Il s'agit bien sûr de Wendy, qui la suit tant bien que mal pour échapper à l'infâme Crochet. Elle profite de la naïveté des enfants pour blesser Wendy. Mais quand Peter les rejoint, il demande des explications aux Garçons perdus, et punit Clochette qui doit s’en aller pour toujours. Wendy prend la défense de la fée et Peter adoucit la sentence : Clochette ne sera punie que durant une semaine. 
Clochette est jalouse, mais elle est aussi très colérique, et elle peut être méchante. Cependant Clochette n'hésite pas à boire le poison contenu dans le médicament de Peter Pan pour sauver ce dernier. 
Elle est aussi assez naïve et rancunière pour dévoiler au capitaine Crochet la cachette de Peter Pan.
L’appartement de Clochette est une niche dans un mur, guère plus grande qu’une cage d’oiseau. Il est séparé du reste de la pièce par un rideau léger et est aménagé avec de superbes tapis, un chandelier et du mobilier de prix qui donne à l’ensemble un air prétentieux et vieillot. L'auteur écrit que personne n’aurait pu rêver un endroit plus exquis.
Elle est fragile et sensible, se déplace très rapidement et, grâce à sa poudre, elle permet à Peter, aux enfants Darling et aux Garçons perdus de voler.

## Autres apparitions
Le personnage de « Clochette » est présent dans l'adaptation en dessin animé de Walt Disney, sous le nom de fée Clochette (Tinker Bell en version originale). Elle est interprétée par Ludivine Sagnier dans le film de Peter Pan de P. J. Hogan.
Dans le film Hook ou la Revanche du Capitaine Crochet (1991), elle est amoureuse de Peter Pan (le seul vœu qu'elle a fait pour elle-même est d'avoir une taille normale, pour pouvoir embrasser Peter Pan). Pour ce rôle, le réalisateur Steven Spielberg fait appel à Julia Roberts.
Dans la bande dessinée de Loisel, elle est présentée comme celle qui apprend à Peter à voler.
Dans la série de jeux vidéo Kingdom Hearts, elle est présente sous forme d'invocation après avoir scellé la Serrure du Pays Imaginaire.
Elle apparaît dans la saison 3 de Once Upon a Time, interprétée par Rose McIver, où elle se trouve être une fée déchue après avoir essayé d'aider la méchante reine sans y parvenir.
Elle apparaît également dans la série dérivée de Winx Club, Le monde des Winx. Elle interprète la méchante reine du pays imaginaire après que Peter Pan lui a brisé le cœur. Après la saison 2 elle redevient gentille.
Yara Shahidi l'incarne dans Peter Pan et Wendy (2022) de David Lowery, remake du film d'animation de 1953 de Disney.

## Films d'animations

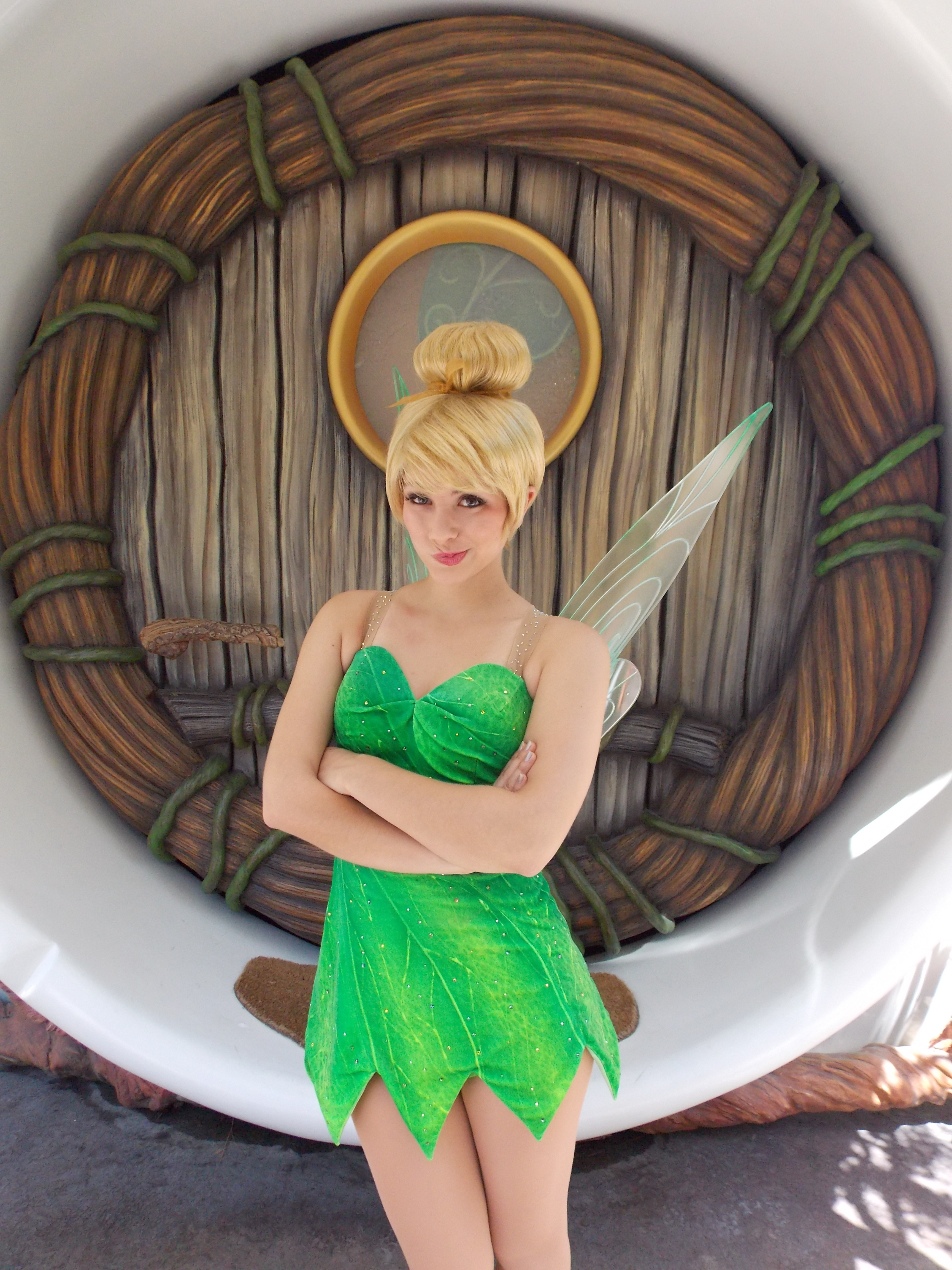
Le personnage de la fée Clochette est devenu un des plus importants de l'univers Disney

Disney a développé plusieurs films d'animations pour étendre le monde défini dans les livres et donner vie aux fées, notamment sous la franchise Disney Fairies.
- 2008 : La Fée Clochette produit par Walt Disney Pictures, sorti directement en vidéo chez Walt Disney Home Entertainment à l'automne 2008.
- 2009 : Clochette et la Pierre de lune
- 2010 : Clochette et l'Expédition féerique, la jeune fée découvre les humains mal vus par les autres fées de la vallée enchantée
- 2011 : Clochette et le Tournoi des fées (hors série d'une demi-heure), diffusé initialement sur Disney Channel, à l'occasion des Jeux olympiques de Londres
- 2012 : Clochette et le Secret des fées
- 2014 : Clochette et Un jour sur le continent (film annulé)
- 2014 : Clochette et la Fée Pirate
- 2015 : Clochette et la Créature légendaire

## Fée Clochette dans d'autres langues
Lorsqu'il est traduit dans d'autres langues, le nom de la fée Clochette est parfois interprété plus ou moins phonétiquement, mais il est souvent remplacé par un nom qui évoque son caractère, qui se réfère à une cloche ou représente le son d'une clochette.
- Allemand — Glöckchen, Glitzerklang, Naseweis, Klingklang
- Arabe — تنة و رنة (Tanna we Ranna)
- Bulgare — Зън-зън (Zŭn-Zŭn), or "Камбанка" (Kambanka)
- Catalan — Campaneta
- Chinois — 廷克贝尔 (Tíngkèbèiěr)
- Chinois standard — 奇妙仙子-叮叮
- Coréen — 팅커벨 (Tingkeobel)
- Croate — Zvončica
- Danois — Klokkeblomst
- Espagnol — Campanilla (Espagne), Campanita (Amérique Latine)
- Finnois — Helinä-Keiju
- Français — Tinn Tamm (dans les premières traductions), Clochette (actuellement)
- Grec — Τίνκερ Μπελ (Tínker Bel)
- Hébreu — טינקר בל (Tinqer bel)
- Hong Kong — 小叮噹, 奇妙仙子
- Hongrois — Giling Galang (dans les premières traductions), Csingiling (actuellement)
- Islandais — Skellibjalla
- Japonais — ティンカー ベル (Tinkā Beru)
- Lituanien — Auksarankė (Mains d'or)
- Italien —  Campanellino (dans les premières traductions), Trilli (versions Disney)
- Mongol — Тэнүүлч хонх (Tenüültch Khonkh)
- Néerlandais — Rinkelbel and Tinkerbel (dans les premières traductions), Tinkelbel (actuellement)
- Norvégien — Tingeling
- Polonais — Blaszany Dzwoneczek
- Portugais — Sininho, Tinker Bell (actuellement au Brésil)
- Roumain — Clopoţica
- Russe — Динь-Динь (Din'-Din')
- Slovaque — Cililing
- Slovène — Zvončica
- Serbe — Звончица (Zvontchitsa)
- Suédois — Tingeling
- Tchèque — Zvonilka
- Thai — ทิงเกอร์เบลล์ (Thingker Bel)
- Turc — Çan Çiçeği

## Reconnaissance
En 2010, le personnage de la fée Clochette obtient la 2 418 e étoile du Walk of Fame d'Hollywood. 